# 阿靈頓鎮區 (愛荷華州伍德伯里縣)
阿靈頓鎮區（英語：Arlington Township）是位於美國愛荷華州伍德伯里縣的一個行政鎮區。

## 地方資料
根據2010年美國人口普查的數據，阿靈頓鎮區的面積為92.66平方千米，當中陸地面積為92.54平方千米，而水域面積為0.12平方千米。當地共有人口1996人，而人口密度為每平方千米21.54人。